# Joseph Schieser Nelson
Joseph (Joe) Schieser Nelson (1937-2011) fou un ictiòleg i autor de la cèlebre obra Fishes of the World (1a edició el 1976, 4a. el 2006), la qual ha esdevingut un patró de referència pel que fa a la sistemàtica i evolució dels peixos.

## Biografia
Va néixer a San Francisco (Califòrnia, els Estats Units), el 12 d'abril del 1937 i, amb vuit mesos d'edat, es va traslladar amb els seus pares a una mina de coure de la Colúmbia Britànica (el Canadà). Més endavant, i ja com a estudiant universitari, J. S. Nelson va treballar per a diferents pesqueries federals fent treball de camp a gran part de la Colúmbia Britànica (com ara, l'illa de Vancouver i el riu Nass) i del Territori del Yukon.
Va obtindre la llicenciatura i el doctorat a la Universitat de la Colúmbia Britànica el 1965, i el seu mestratge a la Universitat d'Alberta investigant sobre els peixos del riu Kananaskis. Va començar a la Universitat d'Alberta l'any 1968 com a professor adjunt de Zoologia ensenyant als estudiants, supervisant els estudiants de postgrau i fent investigació. Hi va exercir també com a degà associat i com a president adjunt i president interí del departament de Zoologia. Es va retirar el 2002 a la Universitat d'Alberta (on va fer la major part de la seua carrera), encara que hi va continuar com a professor emèrit i professionalment actiu fins als darrers anys de la seua vida.
L'any 2009 li fou diagnosticat que patia síndrome mielodisplàstica, la qual va evolucionar a leucèmia. Tot i que va rebre moltes transfusions de sang i un nou medicament quimioteràpic anomenat Vidaza (Azacitidine) li va allargar la vida 1 any i mig després del diagnòstic inicial, va morir el 2011.
Va publicar nombrosos treballs sobre recerca en peixos dins dels seus camps d'investigació (sistemàtica i classificació dels peixos; revisió taxonòmica del subordre Trachinoidei, de la família Psychrolutidae i dels gèneres Culaea i Pungitius; i sobre la taxonomia, biologia i biogeografia dels peixos d'Alberta). A més, va presidir una comissió de set membres l'any 2004 per a publicar els noms comuns i científics dels peixos del Canadà, els Estats Units i Mèxic i, també, fou membre durant molts anys del COSEWIC (en català, Comitè sobre les Condicions de la Vida Salvatge al Canadà) dins del Subcomitè Especialista sobre Peixos d'Aigua Dolça. Gran part de la seua investigació sobre els peixos d'Alberta es va desenvolupar principalment al llac Astotin), mentre que, a escala mundial, va descriure 15 espècies de peixos marins i va col·laborar en la descripció de 4 més.
Gaudeix de l'honor que 4 espècies de peixos (1 de fòssil -Granulacanthus joenelsoni- i 3 de vives -Barilius nelsoni, Bembrops nelsoni i Myopsaron nelsoni-) duen el seu nom.

## Tàxons descrits per Joseph Schieser Nelson
- Neophrynichthys angustus (Nelson, 1977)
- Neophrynichthys magnicirrus (Nelson, 1977)
- Limnichthys polyactis (Nelson, 1978)
- Bembrops morelandi (Nelson, 1978)
- Hemerocoetes morelandi (Nelson, 1979)
- Hemerocoetes artus (Nelson, 1979)
- Psychrolutes sio (Nelson, 1980)
- Ebinania macquariensis (Nelson, 1982)
- Ebinania malacocephala (Nelson, 1982)
- Pteropsaron heemstrai (Nelson, 1982)
- Osopsaron natalensis (Nelson, 1982)
- Creedia alleni (Nelson, 1983)
- Creedia partimsquamigera (Nelson, 1983)
- Crystallodytes pauciradiatus (Nelson i Randall, 1985)
- Cottunculus nudus (Nelson, 1989)
- Psychrolutes microporos (Nelson, 1995)
- Bembrops cadenati (Das i Nelson, 1996)
- Ambophthalmus (Jackson i Nelson, 1998)
- Ambophthalmus eurystigmatephoros (Jackson i Nelson, 1999)
- Neophrynichthys heterospilos (Jackson i Nelson, 2000)
- Ebinania australiae (Jackson i Nelson, 2006)

## Tesis
- Diplomatura de Ciències, 1960. Variation in meristic characters of kokanee populations (Oncorhynchus nerka) in British Columbia with an appendix on their distribution throughout North America. B.Sc. Thesis, Dept. Zoology, The University of British Columbia, Vancouver, la Colúmbia Britànica, el Canadà. 64 p.
- Màster de Ciències, 1962. Effects on fishes of changes within the Kananaskis River System. M.Sc. Thesis, Dept. Zoology, University of Alberta, Edmonton, Alberta. 107 p.
- Doctorat, 1965. Hybridization and isolating mechanisms in Catostomus commersonii and Catostomus macrocheilus (Pisces: Catostomidae). Ph.D. Thesis. The University of British Columbia, Vancouver, la Colúmbia Britànica. 100 p.[5]

## Llista incompleta de publicacions
- Gordon, R. N., R. A. Crouter i J. S. Nelson, 1960. The fish facilities at the Whitehorse Rapids power development, Yukon Territory. Can. Fish. Cult. 27: 1-14.
- Hickman, C. P., R. A. McNabb, J. S. Nelson, E. D. Van Breeman i D. Comfort, 1964. Effect of cold acclimation on electrolyte and distribution on rainbow trout (Salmo gairdnerii). Can. J. Zool. 42: 577-597.
- Nelson, J. S., 1965. Effects of fish introductions and hydroelectric development on the fishes of the Kananaskis River System, Alberta. J. Fish. Res. Bd. Can. 22(3): 721-753.
- Nelson, J. S., 1966. Hybridization between two cyprinid fishes, Hybopsis plumbea and Rhinichthys cataractae, in Alberta. Can. J. Zool. 44(5): 963-968.
- Nelson, J. S., 1968. Hybridization and isolating mechanisms between Catostomus commersonii and Catostomus macrocheilus (Pisces: Catostomidae). J. Fish. Res. Bd. Can. 25(1): 101-150.
- Nelson, J. S., 1968. Distribution and nomenclature of North American kokanee, Oncorhynchus nerka. J. Fish. Res. Bd. Can. 25(2): 409-414.
- Nelson, J. S., 1968. Variation in gillraker number of North American kokanee, Oncorhynchus nerka. J. Fish. Res. Bd. Can. 25(2): 415-420.
- Nelson, J. S., 1968. Deep-water ninespine sticklebacks, Pungitius pungitius in the mississippi drainage, Crooked Lake, Indiana. Copeia. 1968(2): 326-334.
- Nelson, J. S., 1968. Life history of the brook silverside, Labidesthes sicculus, in Crooked Lake, Indiana. Trans. Amer. Fish. Soc. 97(3): 293-296.
- Nelson, J. S., 1968. Salinity tolerance of brook sticklebacks, Culaea inconstans, freshwater ninespine sticklebacks, Pungitius pungitius, and freshwater fourspine sticklebacks, Apeltes quadracus. Can. J. Zool. 46(4): 663-667.
- Nelson, J. S., 1968. Ecology of the southernmost sympatric population of the brook stickleback, Culaea inconstans, and the ninespine stickleback, Pungitius pungitius, in Crooked Lake, Indiana. Proc. Ind. Acad. Sci. 77: 185-192.
- Nelson, J. S., 1969. Geographic variation in the brook stickleback, Culaea inconstans, and notes on nomenclature and distribution. J. Fish. Res. Bd. Can. 26(9): 2431-2447.
- Paetz, M. J. i J. S. Nelson, 1970. The fishes of Alberta. The Queen's Printer, Edmonton. 282 pp. «Enllaç».
- Nelson, J. S. i F. M. Atton, 1971. Geographic and morphological variation in the presence and absence of the pelvic skeleton in the brook stickleback, Culaea inconstans (Kirtland), in Alberta and Saskatchewan. Can. J. Zool. 49(3): 343-352.
- Nelson, J. S., 1971. Comparison of the pectoral and pelvic skeleton and of some other bones and their phylogenetic implications in the Aulorhynchidae and Gasterosteidae (Pisces). J. Fish. Res. Bd. Can. 28(3): 427-442.
- Nelson, J. S., 1971. Absence of the pelvic complex in ninespine sticklebacks, Pungitius pungitius (Linnaeus), in Ireland and in Wood Buffalo National Park region, Canada, with notes on meristic variation. Copeia. 1971(4): 707-717.
- Nelson, J. S., 1972. Book Review. The ecology of running waters by H.B.N. Hynes. Can. Field-Nat. 86(1): 108-109.
- Nelson, J. S. i M. J. Paetz, 1972. Fishes of the Northeastern Wood Buffalo National Park region, Alberta and Northwest Territories. Can. Field-Nat. 86(2): 133-144.
- Nelson, J. S., 1973. Morphological difference between the teleosts Couesius plumbeus (lake chub) and Rhinichthys cataractae (longnose dace) and their hybrids from Alberta. J. Morph. 139(2): 227-237.
- Nelson, J. S., 1973. Occurrence of hybrids between longnose sucker (Catostomus catostomus) and white sucker (Catostomus commersoni) in Upper Kananaskis Reservoir, Alberta. J. Fish. Res. Bd. Can. 30(4): 557-560.
- Nelson, J. S. i M. J. Paetz, 1974. Evidence for underground movement of fishes in Wood Buffalo National Park, Canada, with notes on recent collections made in the park. Can. Field-Nat. 88(2): 157-162.
- Nelson, J. S., 1974. Hybridization between Catostomus commersoni (white sucker) and Catostomus macrocheilus (largescale sucker) in Williston Reservoir, British Columbia, with notes on other fishes. Syesis. 7: 187-194.
- Nelson, J. S., 1975. Records of a new form of the marine cottid fish Antipodocottus galatheae from the east coast of New Zealand. Rec. Nat. Mus. New Zealand. 1(4): 80-86.
- Nelson, J. S., 1976. Fishes of the World. Wiley-Interscience, Nova York, 416 pp.
- Nelson, J. S., 1976. Sticklebacks in our ponds. Kinnikinick. 1(7): 114-116.
- Nelson, J. S., 1977. Evidence of a genetic basis for absence of the pelvic skeleton in brook sticklebacks, Culaea inconstans, and notes on the geographical distribution and origin of the loss. J. Fish. Res. Bd. Can. 34(9): 1314-1420.
- Nelson, J. S., 1977. Fishes of the Southern Hemisphere genus Neophrynichthys (Scorpaeniformes:Cottoidei), with descriptions of two new species from New Zealand and Macquarie Island. J. Roy. Soc. New Zealand. 7(4): 485-511.
- Nelson, J. S., 1977. The postglacial invasion of fishes into Alberta. Alberta Naturalist. 7(2): 129-139.
- Nelson, J. S., 1978. Limnichthys polyactis, a new species of blennioid fish from New Zealand, with notes on the taxonomy and distribution of other Creediidae (including Limnichthyidae). New Zealand J. Zoology. 5(2): 351-364.
- Nelson, J. S., 1978. Bembrops morelandi, a new percophidid fish from New Zealand, with notes on other members of the genus. Records National Museum of New Zealand. 1: 237-241.
- Nelson, J. S., 1978. Book review. The biology of the sticklebacks by R.J. Wootton. Copeia. 1978(3): 552-554.
- Nelson, J. S., 1979. Some osteological differences between the blennioid fishes Limnichthys polyactis and Limnichthys rendahli, with comments on other species of Creediidae. New Zealand J. Zoology. 6: 273-277.
- Nelson, J. S., 1979. Revision of the fishes of the New Zealand genus Hemerocoetes (Perciformes: Percophididae), with descriptions of two new species. New Zealand J. Zoology. 6: 587-599.
- Nelson, J. S., 1979. Relative numbers of vertebrate species in Alberta, Canada, and the world. Alberta Naturalist . 9(3): 145-152.
- Nelson, J. S., 1980. Book review. Biology of fishes. Can. Field-Nat. 94(1): 99.
- Nelson, J. S., 1980. Psychrolutes sio, a new psychrolutid fish (Scorpaeniformes) from the southeastern Pacific. Can. J. Zool. 58: 443-449.
- Nelson, J. S. i I. Nakamura, 1980. Distribution, morphology, and taxonomy of the psychrolutid fish Cottunculus granulosus (Karrer) from the southwestern Atlantic. Can. J. Zool. 58: 982-990.
- Nelson, J. S. i M. J. Paetz, 1982. Endangered species/habitats - Alberta fish species. Alberta Naturalist. 12(2): 52-53.
- Nelson, J. S., 1982. Two new South Pacific fishes of the genus Ebinania and contributions to the sytematics of Psychrolutidae (Scorpaeniformes). Can. J. Zool. 60: 1470-1504.
- Nelson, J. S., 1982. Pteropsaron heemstrai and Osopsaron natalensis (Perciformes: Percophidae), new fish species from South Africa, with comments on Squamicreedia obtusa from Australia and on the classification of the subfamily Hemerocoetinae. Spec. Public. 25, J.L.B. Smith Inst. Ichthyol. 11 pp.
- Nelson, J. S., 1983. Creedia alleni and Creedia partimsquamigera (Perciformes: Creediidae), two new marine fish species from Australia, with notes on other Australian creediids. Proc. Biol. Soc. Wash. 96(1): 29-37.
- Nelson, J. S., 1983. The tropical fish fauna in Cave and Basin Hotsprings drainage, Banff National Park. Can. Field-Nat. 97(3): 255-261.
- Heemstra, P. C. i J. S. Nelson, 1984. Percophidae. FAO species identification sheets. Fishing area 51. Vol. III. Food and Agriculture Organization of the United Nations, Roma. 2 pp.
- Nelson, J. S., 1984. Fishes of the world. John Wiley and Sons, Nova York. 2a edició. 523 pp.
- Nelson, J. S., 1985. On the relationship of the New Zealand marine fish Antipodocottus galatheae with the Japanese Stlengis misakia (Scorpaeniformes: Cottidae). New Zealand Oceanogr. Inst. Rec. 5(1): 1-12.
- Nelson, J. S., 1985. Fish (638-639); Fish classification (639); Stickleback (1760-1761); Sucker (1768). In The Canadian Encyclopedia. Hurtig Publishers, Edmonton.
- Nelson, J. S., 1985. On the interrelationships of the genera of Creediidae (Perciformes: Trachinoidei). Japan. J. Ichthyol. 32(3): 283-293.
- Nelson, J. S., N. Chirichigno i F. Balbontin, 1985. New material of Psychrolutes sio (Scorpaeniformes, Psychrolutidae) from the eastern Pacific of South America, and comments on the taxonomy of Psychrolutes inermis and Psychrolutes macrocephalus from the eastern Atlantic of Africa. Can. J. Zool. 63: 444-451.
- Nelson, J. S. i J. E. Randall, 1985. Crystallodytes pauciradiatus (Perciformes), a new creediid fish species from Easter Island. Proc. Biol. Soc. Wash. 98(2): 403-410.
- Reimchen, T. E., E. M. Stinson i J. S. Nelson, 1985. Multivariate differentiation of parapatric and allopatric populations of threespine stickleback in the Sangan River watershed, Queen Charlotte Islands. Can. J. Zool. 63: 2944-2951.
- Fedorov, V. V. i J. S. Nelson, 1986. Psychrolutidae. A: P. J. P. Whitehead, M.-L. Bauchot, J.-C. Hureau, J. Nielsen i E. Tortonese (eds.). Fishes of the North-eastern Atlantic and the Mediterranean. Vol. III. UNESCO, París. pp. 1261-1264.
- Heemstra, P. C. i J. S. Nelson, 1986. Family No. 233: Percophidae. A: M. M. Smith i P. C. Heemstra (eds.). Smiths' Sea Fishes. J.L.B. Smith Institute of Ichthyology, Grahamstown, Sud-àfrica. Macmillan South Africa, Johannesburg. pp. 737-739.
- Nelson, J. S., 1986. Family No. 232: Creediidae. A: M. M. Smith i P. C. Heemstra (eds.). Smiths' Sea Fishes. J.L.B. Smith Institute of Ichthyology, Grahamstown, Sud-àfrica. Macmillan South Africa, Johannesburg. pp. 736-737.
- Nelson, J. S., 1986. Family No. 160: Psychrolutidae. A: M. M. Smith i P. C. Heemstra (eds.). Smith's Sea Fishes, J.L.B. Smith Institute of Ichthyology, Grahamstown, Sud-àfrica. Macmillan South Africa, Johannesburg. pp. 491-492.
- Nelson, J. S., 1986. Some characters of Trichonotidae, with emphasis to those distinguishing it from Creediidae (Perciformes: Trachinoidei). Japan. J. Ichthyol. 33(1): 1-6.
- Nelson, J. S., 1987. The next twenty-five years: vertebrate systematics. Can. J. Zool. 65(4): 779-785.
- Nelson, J. S. i M. A. Harris, 1987. Morphological characteristics of an introduced threespine stickleback, Gasterosteus aculeatus, from Hasse Lake, Alberta: a first occurrence in the interior plains of North America. Env. Biol. Fishes. 18(3): 173-181.
- Reimchen, T. E. i J. S. Nelson, 1987. Habitat and morphological correlates to vertebral number as shown in a teleost, Gasterosteus aculeatus. Copeia. 1987(4): 868-874.
- Das, M. K. i J. S. Nelson, 1988. Hybridization between northern redbelly dace (Phoxinus eos) and finescale dace (Phoxinus neogaeus) (Osteichthyes: Cyprinidae) in Alberta. Can. J. Zool. 67: 579-584.
- Nelson, J. S., 1989. Cottunculus nudus, a new psychrolutid fish from New Zealand (Scorpaeniformes: Cottoidei). Copeia. 1989(2): 401-408.
- Nelson, J. S., 1990. Atlantic fishes of Canada: a review. Bull. Can Soc. Zool. 21(3): 36-37.
- Nelson, J. S., 1990. Redescription of Antipodocottus elegans (Scorpaeniformes: Cottidae) from Australia, with comments on the genus. Copeia. 1990(3): 840-846.
- Nelson, J. S., 1990. Indo-Pacific fish conference. Copeia. 1990(3): 906-907.
- Nelson, J. S., 1990. Psychrolutidae. A: J. C. Quéro, J. C. Hureau, C. Karrer, A. Post i L. Saldanha (Eds.). Check-list of the fishes of the eastern tropical Atlantic. Vol. II. Clofeta. París: United Nations Educational, Scientific and Cultural Organization. pp 687-688.
- Das, M. K. i J. S. Nelson, 1990. Spawning time and fecundity of northern redbelly dace, Phoxinus eos, finescale dace, Phoxinus neogaeus, and their hybrids in Upper Pierre Grey Lake, Alberta. Can. Field-Nat. 104(3): 409-413.
- Nelson, J. S., 1991. Book Review. The Eurasian Huchen, Hucho hucho, largest salmon of the world. Copeia. 1991(2): 537-538.
- Winfield, I. J. i J. S. Nelson (Eds.), 1991. Cyprinid fishes; systematics, biology and exploitation. Chapman and Hall Ltd., Londres. 667 pp.
- Nelson, J. S., 1991. Book Review. Catalog of the genera of recent fishes. Copeia. 1991(4): 1156-1158.
- Nelson, J. S., 1991. Comments on the need for stability in fish family-group names. Bulletin Zoological Nomenclature 48(2): 147-148.
- Nelson, J. S., 1991. Comments on Balitoridae. Bulletin Zoological Nomenclature 48(4): 335.
- Nelson, J. S., 1991. Forward in book: Jamieson, B. G. M. 1991. Fish evolution and taxonomy: evidence from spermatozoa. Cambridge University Press, vii-viii.
- Nelson, J. S., 1991. The systematics of Cottunculus and Neophrynichthys (Psychrolutidae). Bulletin of Zoûlogisch Museum, Special Issue 1991: 55 (Abstract).
- Nelson, J. S., 1992. Book Review. A field guide to freshwater fishes: North America North of Mexico. Reviews in fish biology and fisheries 2(3): 279-280.
- Nelson, J. S. i M. J. Paetz, 1992. The fishes of Alberta. The University of Alberta Press, Edmonton; The University of Calgary Press, Calgary. 437 pp.
- Nelson, J. S., 1993. Analysis of the multiple occurrence of pelvic fin absence in extant fishes. Matsya 15/16 (for 1989/90): 21-38.
- Nelson, J. S., 1994. Fishes of the world. John Wiley and Sons, Inc. New York. 3a edició. 600 pp. «Enllaç».
- Nelson, J. S., 1994. Fishes of the world (Chinese translation of 2nd edition). The Sueichan Press, Taiwan. 614 pp.
- Nelson, J. S., 1994. Book Review. A history and atlas of the fishes of the Antarctic Ocean. Global Biodiversity 3: 40-41.
- Nelson, J. S., 1994. Forword in book: F.H. Wooding. 1994. Lake, river, and sea-run fishes of Canada.
- Brewin, M. K., L. L. Stebbins i J. S. Nelson, 1995. Differential losses of floy anchor tags between male and female brown trout. N. Am. J. Fish. Manage. 15: 881-884.
- Nelson, J. S., 1995. Book Review. Biology of fishes. Rev. Fish Biol. Fish. 5(4): 464-465.
- Nelson, J. S., 1995. Psychrolutes microporos, a new species of cottoid (Teleostei: Scorpaeniformes) from New Zealand and Japan with biogeographical comments. Proc. Zool. Soc., Calcutta 48(2): 67-76.
- Das, M. K. i J. S. Nelson, 1996. Revision of the percophid genus Bembrops (Actinopterygii: Perciformes). Bull. Mar. Sci. 59(1): 9-44.
- Nelson, J. S., 1997. Book Review. Interrelationships of fishes. Copeia 1997(3): 647-649.
- Keivany, Y., J. S. Nelson i P. S. Economidis, 1997. Validity of Pungitius hellenicus (Stephanidis, 1971) (Teleostei, Gasterosteidae), a stickleback fish from Greece. Copeia 1997(3): 558-564.
- Nelson, J. S., 1997. Book Review. Encyclopedia of Canadian Fishes. Can. Book Rev. Ann. (CBRA): 1008.
- Keivany, Y. i J. S. Nelson, 1998. Comparative osteology of the Greek ninespine stickleback, Pungitius pungitius (Teleostei, Gasterosteidae). Vaprosy Ikhiologii 38(4): 458-468 i Journal of Ichthyology (traducció a l'anglès) 38(6):430-440.
- Nelson, J. S. i B. Shelast, 1998. Pygmy whitefish in the Athabasca River near Whitecourt, Alberta. Alberta Naturalist 28(3): 59-60.
- Jackson, K. L. i J. S. Nelson, 1998. Ambophthalmos, a new genus for “Neophrynichthys” angustus and “Neophrynichthys” magnicirrus, and the systematic interrelationships of the fathead sculpins (Cottoidei, Psychrolutidae). Can. J. Zool. 76(7): 1344-1357.
- Nelson, J. S., E. J. Crossman, H. Espinosa-Pérez, C. R. Gilbert, R.N. Lea i J.D. Williams, 1998. Recommended changes in common fish names: pikeminnow to replace squawfish (Ptychocheilus spp.). Fisheries 23(9): 37.
- Jackson, K. L. i J. S. Nelson, 1999. Ambophthalmos eurystigmatephoros, a new species of fathead sculpin (Scorpaeniformes; Psychrolutidae) from New Zealand. Copeia. 1999(2): 428-433.
- Keivany, Y., C. K. Daoulas, J. S. Nelson i P. S. Economidis, 1999. Threatened fishes of the world: Pungitius hellenicus (Stephanidis, 1971) (Gasterosteidae). Env. Biol. Fishes. 55: 390.
- Nelson, J. S., 1999. Editorial and introduction: the species concept in fish biology. A: J. S. Nelson i P. J. B. Hart (eds.). The species concept in fish biology. Rev. Fish Biol. Fisheries 9(4): 277-280.
- Nelson, J. S. i P. J. B. Hart (Eds.), 1999. The species concept in fish biology. Rev. Fish Biol. Fisheries 9(4): 277-382.
- Nelson, J. S. i K. E. Carpenter, 1999. Cottidae, sculpins. A: K. E. Carpenter i V. H. Niem (eds.). FAO species identification guide for fishery purposes, the living marine resources of the western central Pacific. Vol. 4, part 2:2425-2426. FAO, Roma.
- Nelson, J. S., 1999. Psychrolutidae, fathead sculpins. A: K. E. Carpenter i V. H. Niem (eds.). FAO species identification guide for fishery purposes, the living marine resources of the western central Pacific. Vol. 4, part 2:2427-2428. FAO, Roma.
- Nelson, J. S., 2000. Trichonotidae, and Creediidae, Percophidae. A: J. E. Randall i K. K. P. Lim (eds). A checklist of the fishes of the South China Sea, in P.K.L. Ng and K.S. Tan (eds). The biodiversity of the South China Sea. Raffles Bull. Zool., Suppl. 8:631.
- Keivany, Y. i J. S. Nelson, 2000. Taxonomic review of the genus Pungitius, ninespine sticklebacks (Gasterosteidae). Cybium 24(2):107-122.
- Jackson, K. L. i J. S. Nelson, 2000. Neophrynichthys heterospilos, a new species of fathead sculpin (Scorpaeniformes: Psychrolutidae) from New Zealand. N.Z. J. Mar. Freshwater Res. 34(4): 719-726.
- Nelson, J. S., E. J. Crossman, H. Espinosa-Pérez, L. T. Findley, C. R. Gilbert, R. N. Lea i J. D. Williams, 2001. Recommended change in the common name for a marine fish: goliath grouper to replace jewfish (Epinephelus itajara). Fisheries 26(5): 31.
- Gilbert, C. R., J. S. Nelson, E. J. Crossman, H. Espinosa-Pérez, L. T. Findley,, R. N. Lea i J. D. Williams, 2000. Ceratichthys micropogon (Cope, 1865) (currently Nocomis micropogon; Osteichthyes, Cypriniformes): proposed conservation of usage of the specific name by the designation of a neotype. Bull. Zool. Nomencl. 57(4):214-217.
- Gilbert, C. R., J. S. Nelson, E. J. Crossman, H. Espinosa-Pérez, L. T. Findley, R. N. Lea i J. D. Williams, 2000. Holacanthus ciliaris bermudensis (Goode, 1876) (currently Holacanthus bermudensis; Osteichthyes, Perciformes): proposed conservation of usage of the subspecific name by the designation of a neotype. Bull. Zool. Nomencl. 57(4):218-222.
- J. S. Nelson, 2001. FAO species identification sheets. Trichonotidae, Sanddivers. A: K. E. Carpenter i V. H. Niem (eds.). FAO species identification guide for fishery purposes, the living marine resources of the western central Pacific. Vol. 6, part 4:3511-3512. FAO, Roma.
- J. S. Nelson, 2001. FAO species identification sheets. Creediidae, Sandburrowers. A: K. E. Carpenter i V. H. Niem (eds.). FAO species identification guide for fishery purposes, the living marine resources of the western central Pacific. Vol. 6, part 4:3513-3514. FAO, Roma.
- J. S. Nelson, 2001. FAO species identification sheets. Percophidae, Duckbills. A: K. E. Carpenter i V.H. Niem (eds.). FAO species identification guide for fishery purposes, the living marine resources of the western central Pacific. Vol. 6, part 4:3515-3516. FAO, Roma.
- Nelson, J. S., E. J. Crossman, H. Espinosa-Pérez, L. T. Findley, C. R. Gilbert, R. N. Lea i J. D. Williams, 2002. When is a catfish not a catfish-U. S. legislation over a name. Fisheries 27(2):38-40.
- Nelson, J. S., W. C. Starnes i M.L. Warren, 2002. A Capital case for common names of species of fishes-a white crappie or a White Crappie. Fisheries 27(7):31-33.
- M. Steinhilber, J. S. Nelson i J. D. Reist, 2002. A morphological and genetic re-examination of sympatric shortjaw cisco (Coregonus zenithicus) and lake cisco (Coregonus artedi) in Barrow Lake, Alberta, Canada. VII International symposium on the biology and management of coregonid fishes. Arch. Hydrobiol. Spec. Issues Advanc. Limnol. 57: 463-478.
- Nelson, J. S., E. J. Crossman, H. Espinosa-Pérez, L. T. Findley, C. R. Gilbert, R. N. Lea i J. D. Williams, 2003. The "Names of Fishes" list, including recommended changes in fish names: Chinook salmon for chinook salmon, and Sander to replace Stizostedion for the sauger and walleye.. Fisheries 28(7):38-39.
- Nelson, J. S., 2003. Forward to book: A. Joynt i M. G. Sullivan, 2003. Fish of Alberta. Lone Pine Publishing, Edmonton. 176 pp.
- Nelson, J. S., 2004. Forward for Pauly, D. 2004. Darwin's fishes, an encyclopedia of ichthyology, ecology and evolution. Cambridge University Press, Cambridge, la Gran Bretanya. 340 pp.
- Nelson, J. S., E. J. Crossman, H. Espinosa-Pérez, L. T. Findley, C. R. Gilbert, R. N. Lea i J. D. Williams, 2004. Common and scientific names of fishes from the United States, Canada, and Mexico. 6a. ed., American Fisheries Society, Special Publication 29, Bethesda, Maryland. 386 pp. Amb CD.
- Keivany, Y. i J. S. Nelson, 2004. Phylogenetic relationships of sticklebacks (Gasterosteidae),with emphasis on ninespine sticklebacks (Pungitius spp.). Behaviour 141(11/12): 1485-1497.
- Nelson, J. S., 2006. Fishes of the world. John Wiley and Sons, Inc. New York. 4a. ed. 601 pp. «Enllaç».
- Nelson, J. S., H. Espinosa-Pérez, L. T. Findley, C. R. Gilbert, R. N. Lea, N. E. Mandrak i J. D. Williams, 2006. Corrections to Common and scientific names of fishes from the United States, Canada, and Mexico, sixth edition. Fisheries 31(3):138-140.
- Jackson, K. L. i J. S. Nelson, 2006. Ebinania australiae, a new species of fathead sculpin from southern Australia (Scorpaeniformes: Psychrolutidae). Records Australian Museum 58:37-42.
- Nelson, J. S., H. Espinosa-Pérez, L. T. Findley, C. R. Gilbert, R. N. Lea, N. E. Mandrak i J. D. Williams, 2006. Corrections to 'Common and Scientific Names of Fishes from the United States, Canada, and Mexico'. Copeia 2006(3):559-562.
- Nelson, J. S., H. Espinosa-Pérez, L. T. Findley, C. R. Gilbert, R. N. Lea, N. E. Mandrak i J. D. Williams, 2006. Comment on the proposed reinstatement of the specific name of Sphyraena acus (Lacépède, 1803) (currently Tylosurus acus; Teleostei, Belonidae). Bulletin Zoological Nomenclature 63(1):48-49.
- Nelson, J. S., 2006. Revision of 4 articles for The Canadian Encyclopedia -- http://thecanadianencyclopedia.com Arxivat 2008-08-27 a Wayback Machine.: Fish (4 pages), Fish Classification 7 pages), Stickleback (1 page) and Sucker (1 page).
- Keivany, Y. i J. S. Nelson, 2006. Interrelationships of Gasterosteiformes (Actinopterygii, Percomorpha). Journal of Ichthyology. 46, suppl. 1:S84-S96.
- Nelson, J. S., 2007. Forward to book, J. D. McPhail. 2007. The freshwater fishes of British Columbia. The University of Alberta Press. 620 pp.
- Nelson, J. S., 2008. Book Review. Bleher's Discus, Vol. 1, by Heiko Bleher. Aqua, International Journal of Ichthyology. 14(2):101-103.
- Jelks, H. L., S. J. Walsh, N. M. Burkhead, S. Contreras-Balderas, E. Díaz-Pardo, D. A. Hendrickson, J. Lyons, N. E. Mandrak, F. McCormick, J. S. Nelson, S. P. Platania, B. A. Porter, C. B. Renaud, J. J. Schmitter-Soto, E.B. Taylor i M. L. Warren, Jr., 2008. Conservation status of imperiled North American freshwater and diadromous fishes. Fisheries 33(8):372-407.
- Nelson, J. S., H.-P. Schultze i M. V. H. Wilson (editors), 2010. Origin and phylogenetic interrelationships of teleosts: Honoring Gloria Arratia. 20 chapters. Verlag Dr. Friedrich Pfeil, Múnic.
- Nelson, J. S., 2010. Gloria Arratia's contribution to our understanding of lower teleostean phylogeny and classification, pp. 11-36. A: J. S. Nelson, H.-P. Schultze i M. V. H. Wilson (eds.). Origin and phylogenetic interrelationships of teleosts: Honoring Gloria Arratia. 20 chapters. Verlag Dr. Friedrich Pfeil, Múnic.
- Lea, R. N., H. Espinosa-Pérez, L. T. Findley, C. R. Gilbert, N. E. Mandrak, R. L. Mayden, J. S. Nelson i L. M. Page, 2010. Comments on Raja say (Le Sueur, 1817) (currently Dasyatis say; Chondrichthyes, Myliobatiformes, Dasyatidae): proposed change of spelling to Raja sayi (Le Sueur, 1817) (Case 3410; see BZN 65: 119–123). Bulletin of Zoological Nomenclature 67(1):66-67.[5]

## Premis i reconeixements
- 2002: el Robert H. Gibbs, Jr. Memorial Award de la Societat Americana d'Ictiòlegs i Herpetòlegs per tots els seus treballs publicats sobre ictiologia sistemàtica.
- 2003: el J. Dewey Soper Award de l'Associació de Biòlegs d'Alberta
- 2006: l'Alberta Centennial Medal del Departament del Desenvolupament de Recursos Sostenibles.
- 2008: l'Artedi Lecturer Diploma de la Reial Acadèmia Sueca de les Ciències per les seues excel·lents contribucions en el camp de la natura, la interrelació i la distribució dels peixos.
- 2010: la Fry Medal de la Societat Canadenca de Zoòlegs per les seues aportacions excepcionals al coneixement i comprensió d'una àrea de la Zoologia.
- 2010: el Robert K. Johnson Award for Excellence in Service de la Societat Americana d'Ictiòlegs i Herpetòlegs.
- 2011: el William E. Ricker Resource Conservation Award de l'American Fisheries Society.[5]

## Curiositats
Fora dels cercles acadèmics, Joseph S. Nelson tenia 3 aficions principals: la genealogia, l'astronomia (des dels 6 anys) i el karate (en fou cinturó negre).